# 2002 (film)
Pour les articles homonymes, voir 2002 (homonymie).
Pour plus de détails, voir Fiche technique et Distribution.
2002 est un film hong-kongais réalisé par Wilson Yip, sorti en 2001.

## Synopsis
L'unité spéciale « 2002 » est une unité de la Police de Hong Kong qui a pour but de chasser les mauvais fantômes. Elle est composée d'un humain et d'un fantôme. Tide, qui a le pouvoir de voir les esprits, est accompagné de Sam, mais le temps pour Sam de se réincarner approche. Tide apprend que Wind, un humain qui lui aussi a le pouvoir de voir les esprits, est destiné à devenir son partenaire. Mais Wind a trop peur des fantômes pour participer aux combats. Une bataille inévitable va les opposer au dangereux Water Ghost et va déterminer le destin de ce duo Homme-Fantôme.

## Fiche technique
- Titre : 2002
- Titre original : 2002
- Réalisation : Wilson Yip
- Scénario : Vincent Kok, Kwok Chi-kin, Szeto Kam-Yuen et Wilson Yip
- Production : Vincent Kok
- Musique : Tommy Wai
- Photographie : Poon Hang-Sang
- Montage : Cheung Ka-Fai
- Pays d'origine :  Hong Kong
- Langue : cantonais
- Format : Couleurs - 1,85:1 - Dolby Digital - 35 mm
- Genre : Science-fiction
- Durée : 96 minutes
- Dates de sortie : 
  - Malaisie : 13 décembre 2001
  - Hong Kong : 25 décembre 2001

## Distribution
- Nicholas Tse : Tide
- Stephen Fung : Wind
- Law Kar-Ying : Paper Man
- Rain Li : Rain
- Sam Lee : Sam
- Danielle Graham : l'infirmière
- Anya Wu : Fire Ghost
- Fong Lik-Sun : Water Ghost

## Distinctions
- Nomination au prix des meilleurs effets spéciaux, lors des Hong Kong Film Awards en 2002.